# 母語教學
母語教學是指使用學生的母語進行的教學活動（除非是學習外國語文相關學科），普遍為世界各國教育制度所採用。然而，在一些国家或地区，由于政治或历史原因，不使用学生的母语进行教育。

## 非母语教學
有別於母語教學的教學語言，在一些国家或地区，由于政治或历史原因，不使用学生的母语进行教学。其中包括不使用該地區的常用語、地方語等「自己的語言」，而是用统一的标准语或是外来语言进行教育。这些原因包括：
- 作為殖民地，或被其他国家占领的國家及地區，由於受到其宗主國或占领国的影響，並無使用原來的母語，而是使用宗主國的語言教學：例如被纳粹德国统治时期的捷克斯洛伐克等欧洲国家、被日本统治时期以及中華民國統治初期的台湾等。[1]。
- 独立或自治后的殖民地和光复后的被占领国，由于殖民或占领期间人口变化，使得多数人口学会用前宗主國或占领国的外来语言沟通，或者出于其他考虑，新政权决定继续使用外来语言教育的：例如，独立之后的印度、巴基斯坦等（独立后继续将英语作为通用语使用）。在某些国家，这类非母语教学以及其他因素可能造成人口变化，使得外来语言最终成为大多数人的母语，非母语教学也就自然演化为母语教学：例如独立后的爱尔兰（非母语教学造成英语取代愛爾蘭語成为多数人口的母语）、巴西、墨西哥及其他中南美洲国家等（非母语教学以及移民造成人口变化，葡萄牙语和西班牙语分别成为多数人口的母语）、美国、加拿大、澳大利亚、新西兰等（移民造成人口变化，英语代替原来的母语成为多数人口的母语）。
- 多民族、多语言国家，为了国家凝聚力和方便国内或地区内国际间的沟通的考虑，推行某种既有或经人工标准化的语言，并以此标准语教育使用其他母语的学生：例如苏联时代的加盟共和国（俄罗斯语）、中国大陸（普通话）、中華民國（国语）、印度（印度语）、众多阿拉伯国家（标准阿拉伯语）、日本（日语）等。在某些国家，这类非母语教学以及其他因素可能造成人口变化，使得此标准语言最终成为大多数人的母语：例如以色列（希伯来语）、意大利（意大利语）等。

在许多国家，母语教学和非母语教学（包括外语教学）之间的竞争都是社会辩论乃至抗争的议题。例如，在马来西亚，使用马来语的“标准语教学”与使用包括华语在内的其他语言授课的“母语教学”之间有竞争关系，华语学校屡次抗议政府试图推行标准语教学逐渐替代母语教学。 在香港，使用英语的“外语教学”与使用粤语的“母语教学”之间也有竞争关系，但由于英语和粤语都是香港的法定语言，不论英语教学还是粤语教学都可视作“标准语教学”。
侨居他国的家庭出于对保留家庭语言沟通及族群文化传统的考虑，经常有让其子女接受母语教育的诉求。除了提供或允许设立全面性的母语教育学校外，一些国家会通过在普通学校提供侨民社区语言课程、设立课外侨民社区语言学校提供一定程度的母语教育。一些国家允许侨民社区或其母国机构設立使用侨民母国的教育制度或教材的僑民學校（或稱國際學校），讓侨民及其下一代即使旅居國外，亦可以接受自己本國的教育，並使用自己的母語學習，例如在香港的美國國際學校、香港日本人學校、法國國際學校、德瑞國際學校、韓國國際學校、新加坡國際學校等。
此外，在家庭教育中，研究發現，兒童時期家庭中使用雙語溝通的孩子，能夠更好地控制自己的注意力，因為他們需要學會在兩種語言之間切換控制，這有利於自律能力的發展。

## 亞洲

### 香港
英屬香港時代絕大部份中學均以英語教學，只有小量左派學校以母語教學。隨著香港主權移交，香港政府在1990年代末期開始著力推動（中文）教學，將全港大部份中學中一起非中文相關科目的教學語言及使用教材由英文轉為中文（即為中中），逐年擴展至較高班級，這項政策在1998年全面推行，當時全港超過7成的中一學生在新學年起因而需接受母語教學，只有100間（其後增至114間）中學可保留原有的英文教學（即為英文中學）。此政策於2009年獲微調，學校重新擁有選擇以英語（中文、中國歷史和中國文學等科目除外）或粵語（英文、英國文學等科目除外）教學的自由。

### 澳門
澳門回歸前後皆未有大力推廣葡語教育，大部份學校以母語教授英語以外之科目， 以葡語教學的只佔少數。

### 中國大陸
在中国內地的汉族地区，由于中华人民共和国政府的“推广普通话”政策，有一部分学生无法接受母语方言教育。普通话是基于汉语北方方言的人造标准语，而中國各地方言諸多，即使在今天也只有较少数人口以普通话为母语。除国际学校以及部分民营学校采用外语教学外，汉族地区的大部分学校都采用普通话教授各门课程。即使不使用普通话教学的学校或课程（外文課程或雙語課程），也大多是用外国语言授课，而很少有用当地通用的语言或方言。
在官方法定的少数民族地区，绝大部分学校的授课采用“双语教学”，即《民族语文》这一门课程使用少数民族语言授课，除《民族语文》以外的所有课程皆使用汉语授课。在西藏、新疆地区因为民族问题高度敏感，因此其民族语言教学状况饱受争议。中国政府宣称其民族语言（母语）的教学得到了充分保障，如開設“民語言班”等。但在境外的西藏、新疆少数民族组织往往宣称自己民族的语言文字教育饱受中央政府的干预和打压。
2020年，內蒙古自治區當局要求當地小學在9月1日開學後小學一年級語文以普通話授課、並且未來不排除小學道德与法治科、初中歷史科也以普通話授課，新措施引發當地民眾上街抗議示威，內蒙古的一些藝術家、樂團、體育協會等，亦發表聯合聲明，反對當局強行執行普通話教育。 內蒙古教育廳出面澄清，除了將要調整的三個科目以外，其他科目均保持教材不變、授課時的語言文字不變、蒙古語課程及母語課時不變、現有雙語教育體系不變，仍保持地方語言教學。。

### 新加坡
新加坡教育制度與英國的教育制度非常相似，受英國影響，以英語為基本教學語言。

### 臺灣
臺湾在日治時期，其教育系统使用的教学语言为日语，但仍保留每週5~2節左右的漢文科課程，依照各地母語通行的地區以臺語（時稱「臺灣語」）或客家語（時稱「廣東語」）教授。為了方便統治，也編纂了許多本土語言(包含臺語、客語、原住民族語言)教科書、辭典等，供日本內地派駐臺灣的日本人官員、警察、教師等公務人員學習，以便與民眾溝通。而自中華民國政府接收臺湾起，強力推行同化政策，教学用语为基于汉语北方方言的中华民国国语，並在學校實行「獨尊國語、禁說方言」的懲罰。自1990年代后族群平等和多元文化意识兴起之后，中华民国尽管大部分科目仍然使用国语教学，但同时开设了部分臺語、客家語、和臺湾原住民族语的课程。
宜蘭縣是全國首創母語教育、打破中央政府「獨尊國語、禁說方言」教育政策的縣市，時任縣長為游錫堃，1990年率全國之先，全縣國民小學開始實施母語教育。當時的教育部長毛高文首先公開反對學校實施方言教育，以致地方上從教育局官員、校長到老師都採觀望態度，不敢貿然支持，而縣府編列了一千送多萬的鄉土教材經費，預算送到議會，也悉數遭到刪除。但是縣政府堅持，於1990年6月25日行文各國中小學，不得禁止學生在校內說方言。最後終於打破中央政府「獨尊國語、禁說方言」的教育政策，1994年中央政府轉向，由省政府補助宜蘭縣政府該項政策600萬。
台灣本土語言，原稱「鄉土語言」，自1993年修訂發布實施的國民小學課程標準增列「鄉土教學活動」起納入正式課程，民國90學年度（2001年）起依照國民中小學九年一貫課程綱要規定，國小一至六年級學生，必須就臺語、客家語、原住民族語等三種本土語言任選一種修習。國中部分，則依學生意願自由選習。然而，除了該課程外的其他所有課程（如物理、數學等），仍然使用華語教學，因此台灣本土語言的使用率依舊持續下降。
中華民國教育部為推動「母語日」，鼓勵學生學習、運用各種母語，增進各族群間之了解、尊重、包容及欣賞，於全國公私立高級中等以下學校及幼兒園推展並營造母語環境。在民國99年（2010年），教育部為響應聯合國教科文組織「221世界母語日」舉辦「221世界母語日海報設計活動」，並舉行全縣性巡迴展覽，獲得廣大迴響，引發各縣市政府仿效，後續眾多縣市政府將該項活動列為年度母語日重點推動項目。教育部多年來一直積極推動本土語言保存及推廣活動，藉由各界的力量，持續深耕、延續並傳承各族群語言文化。
2014年，新北市市長朱立倫宣佈在國小教育納入新移民母語教育，因此越語、印尼語、馬來語、泰語、菲語、柬語、緬語等東南亞七種語言得以母語教學的課程形式納入台灣的正規教育。但臺灣手語則仍未列入正規母語課程。

## 其他地区

### 爱尔兰
爱尔兰的民族语言愛爾蘭蓋爾語，也是法定的国家语言，但由于在英国统治下长期的英语教育，英语已成为多数人的母语。加上英语在现在世界上的强势地位，爱尔兰政府虽然有推广蓋爾語的政策，但除了必修的蓋爾語课程外几乎完全使用英语教育。近年来，爱尔兰出现社会自发的母语教育运动。爱尔兰目前有172座小学和39座中学进行母语教育。接受母语教育的学生占学生总数约10%。

### 马来西亚
马来西亚在独立后部分维持了原有的母语教育体制（除了華校）。小学阶段，大约75%的学生入读马来语教学的小学，21%入读中國國語普通話教学的小学，3.6%入读泰米尔语教学的小学，其余入读私立小学。所有小学都教授马来语和英语，此外如果一所学校受到超过15名家长要求，必须教授中國國語普通話或泰米尔语。中学阶段则有各种选择，包括马来语教学的国民中学、马来语和普通話并用的国民型华文中学、使用中國國語普通話教学的华文独立中学等。其中，華校使用的是現代標準漢語、简体字，並非馬來西亞本土華人的母語（即閩南語、客家話、潮州話、粵語等）。独立以后的马来西亚政府教育政策总体上是压制母语教学和外来语教学、提倡马来语教学的，例如过去的英语学校被改为马来语学校，过去的中國國語普通話公立学校或被改为华马双语的国民型华文中学，或被迫成为华文独立中学，不再获得政府经费。

### 英国
英国是多民族、多语言国家，其中苏格兰的民族语言是苏格兰盖尔语、威尔士的民族语言是威尔士语、北爱尔兰的民族语言是愛爾蘭蓋爾語。由于过去几世纪中英国的统治权集中在英格兰，因此全国各地都长期使用英语教学，以至英语已成为全国大多数地区多数人的母语。近年来，民间自发的推广母语运动逐渐成长。现在苏格兰有超过2000名学生接受以苏格兰盖尔语为媒介语的小学教育，约占全苏格兰小学生总数的0.6%。威尔士则有23.8%的小学生和20.84%的中学生接受以威尔士语为媒介语的教学，此外在伦敦还有一所私立威尔士语小学。北爱尔兰现有27所公立学校和两所私立学校使用愛爾蘭蓋爾語教学，此外12所英语学校附有使用愛爾蘭蓋爾語教学的校部。

## 外部連結
- 母語學習fun輕鬆（繁體中文）
- 世界母語日 臺灣動起來（繁體中文）